# Borilovets
Borilovets (bulgariska: Бориловец) är ett distrikt i Bulgarien.   Det ligger i kommunen Obsjtina Bojnitsa och regionen Vidin, i den nordvästra delen av landet, 160 km norr om huvudstaden Sofia.
Omgivningarna runt Borilovets är en mosaik av jordbruksmark och naturlig växtlighet. Runt Borilovets är det glesbefolkat, med 18 invånare per kvadratkilometer.